# (409) Aspasia
(409) Aspasia ist ein Asteroid des mittleren Hauptgürtels, der am 9. Dezember 1895 vom französischen Astronomen Auguste Charlois am Observatoire de Nice bei einer Helligkeit von 11 mag entdeckt wurde.
Der Asteroid ist benannt nach Aspasia von Milet (um 470 – um 420 v. Chr.), eine Philosophin, Rednerin und die zweite Frau des Perikles. Ihr Haus war ein literarisches und philosophisches Zentrum. Julius Bauschinger, der Direktor des Astronomischen Rechen-Instituts in Berlin, veröffentlichte 1901 die Namen von 34 von Charlois entdeckten Asteroiden zwischen den Nummern (356) und (451). Im Text heißt es lediglich: „Nach Zustimmung des Herrn Charlois haben folgende von ihm entdeckten… Planeten nachstehende Namen erhalten.“ Es liegt daher nahe, dass die Namen vom Astronomischen Rechen-Institut ausgewählt wurden.

## Wissenschaftliche Auswertung
Aus Ergebnissen der IRAS Minor Planet Survey (IMPS) wurden 1992 erstmals Angaben zu Durchmesser und Albedo für zahlreiche Asteroiden abgeleitet, darunter auch (409) Aspasia, für die damals Werte von 161,6 km bzw. 0,06 erhalten wurden. Mit hochaufgelösten Aufnahmen mit dem Adaptive Optics (AO)-System am Teleskop II des Keck-Observatoriums auf Hawaiʻi im Infraroten vom 17. Juli 2005 und 28. Juni 2010 konnte ein äquivalenter Durchmesser von 149 ± 12 km abgeleitet werden. Eine Auswertung von Beobachtungen durch das Projekt NEOWISE im nahen Infrarot führte 2011 zu vorläufigen Werten für den Durchmesser und die Albedo im sichtbaren Bereich von 177,0 km bzw. 0,05. Nachdem die Werte nach neuen Messungen mit NEOWISE 2012 auf 214,4 km bzw. 0,03 geändert worden waren, wurden sie 2014 auf 171,0 km bzw. 0,05 korrigiert. Nach der Reaktivierung von NEOWISE im Jahr 2013 und Registrierung neuer Daten wurden die Werte 2015 zunächst mit 173,4 oder 189,1 km bzw. 0,05 oder 0,04 angegeben und dann 2016 korrigiert zu 161,1 km bzw. 0,06, diese Angaben beinhalten aber alle hohe Unsicherheiten. Eine Untersuchung von 2020 bestimmte aus sieben Sternbedeckungen durch (409) Aspasia einen Durchmesser von 159,9 ± 15,2 km.
Photometrische Messungen des Asteroiden fanden erstmals statt am 12. und 13. März 1980 am La-Silla-Observatorium in Chile. Wegen der kurzen Beobachtungsdauer war aber keine weitere Auswertung möglich. Vom 26. bis 28. August 1981 erfolgte eine weitere Beobachtung am Observatoire de Haute-Provence in Frankreich. Aus der gemessenen Lichtkurve wurde hier eine Rotationsperiode von 16,75 h abgeleitet, dagegen führten Messungen am 22. und 23. Dezember 1982 am Osservatorio Astronomico di Torino in Italien zu einem Wert von 9,03 h.
Eine Untersuchung von 1985 versuchte, diese widersprüchlichen Ergebnisse zu klären. Dazu wurde die Periode von 9,03 h versuchsweise auch auf die Messdaten von 1981 angewendet, was ein perfektes Ergebnis erbrachte. Aus der Form der Lichtkurven wurden zwei Modelle für die Gestalt des Asteroiden entwickelt: Erstens eine kugelförmige Gestalt mit einer dunkleren Hälfte sowie einer Stelle mit geringerer Albedo oder einer topografischen Struktur (einem Krater) in der Nähe eines Poles, die mit der Periode von 9,03 h rotiert. Diese wurde klar gegenüber einer alternativen ellipsoidischen Gestalt, die mit der doppelten Periode von 18,06 h rotiert, bevorzugt. Weitere photometrische Beobachtungen konnten jeweils die kürzere Rotationsperiode bestätigen: Am 15. und 20. Juli 1993 am La-Silla-Observatorium (abgeleitete Periode 9,020 h) und am 11. Februar 1996 wieder am La-Silla-Observatorium (abgeleitete Periode 9,02 h).
Aus den archivierten Daten von 1980 bis 1993 konnten in einer Untersuchung von 1998 für den Asteroiden erstmals zwei alternative Positionen für die Rotationsachsen mit prograder Rotation und die Achsenverhältnisse eines dreiachsig-ellipsoidischen Gestaltmodells bestimmt werden. Aus Messungen vom 26. Juli bis 5. August 1997 am Observatorio de Sierra Nevada in Spanien wurden in einer Untersuchung von 2005 ebenfalls zwei alternative Rotationsachse mit prograder Rotation und einer Periode von 9,0170 h sowie die Achsenverhältnisse bestimmt.
Aus Beobachtungen vom 17. bis 25. Januar 2008 am Palmer Divide Observatory des Space Science Institute in Colorado wurde eine Rotationsperiode von 9,022 h bestimmt. Aus diesen Daten in Verbindung mit den archivierten Messwerten von 1980 bis 1996 aus dem Uppsala Asteroid Photometry Catalog (UAPC) und weiteren Daten des United States Naval Observatory (USNO) wurde nun erstmals ein dreidimensionales Gestaltmodell des Asteroiden für zwei alternative Rotationsachsen mit prograder Rotation und einer Periode von 9,02146 h berechnet. Aus einer Aufnahme von (409) Aspasia am 16. August 2006 mit dem adaptiven Optiksystem am Keck-II-Teleskop bestimmte eine Untersuchung von 2009 eine Position für die Rotationsachse mit prograder Rotation, die sich aber stark von der Berechnung aus 2008 unterschied. Auch die Abmessungen eines ellipsoidischen Modells in drei Achsen mit einem äquivalenten Durchmesser von 180 ± 2 km konnten bestimmt werden. Ein Vergleich mit den Beobachtungsdaten von sechs Sternbedeckungen durch den Asteroiden in den Jahren 2005 bis 2009 brachte in einer Untersuchung von 2011 eine klare Bestätigung einer der beiden im Jahr 2008 ermittelten Rotationsachsen, außerdem konnte das Gestaltmodell damit auf einen äquivalenten Durchmesser von 173 ± 17 km skaliert werden.
Neue photometrische Beobachtungen erfolgten wieder vom 18. September bis 28. Oktober 2014 während acht Nächten am UnderOak Observatory in New Jersey, wo eine Rotationsperiode von 9,023 h bestimmt wurde. Eine Auswertung von archivierten Lichtkurven des Lowell-Observatoriums und weiteren Daten aus 2004 bis 2010 ermöglichte in einer Untersuchung von 2016 die Erstellung eines verbesserten dreidimensionalen Gestaltmodells des Asteroiden für eine Rotationsachse mit prograder Rotation und einer Periode von 9,02145 h.
Mit dem neuen Algorithmus All-Data Asteroid Modeling (ADAM) wurde 2017 ein weiteres Gestaltmodell erstellt, das alle verfügbaren photometrischen Daten in Verbindung mit hochaufgelösten Infrarot-Aufnahmen des Keck-II-Teleskops aus 2002 bis 2010 (siehe oben) sowie den Beobachtungen von drei Sternbedeckungen aus 2006, 2008 (siehe oben) und 2015 gut reproduziert. Für die Rotationsachse wurde eine Position mit prograder Rotation und eine Periode von 9,02145 h berechnet. Für die Größe wurde ein volumenäquivalenter Durchmesser von 164 ± 3 km abgeleitet.
Zwischen 2012 und 2018 wurden mit der All-Sky Automated Survey for Supernovae (ASAS-SN) auch photometrische Daten von 20.000 Asteroiden aufgezeichnet. Auf mehr als 5000 davon konnte erfolgreich die Methode der konvexen Inversion angewendet werden, darunter auch (409) Aspasia, für die in einer Untersuchung von 2021 ein verbessertes dreidimensionales Gestaltmodell für eine Rotationsachse mit prograder Rotation und einer Periode von 9,0214 h berechnet wurde.
Abschätzungen von Masse und Dichte für (409) Aspasia aufgrund von gravitativen Beeinflussungen auf Testkörper ergaben in einer Untersuchung von 2012 eine Masse von etwa 11,8·1018 kg, was mit einem angenommenen Durchmesser von etwa 176 km zu einer Dichte von 4,10 g/cm³ führte bei einer Porosität von 3 %. Diese Werte besitzen eine Unsicherheit im Bereich von ±20 %.